# 니지차군

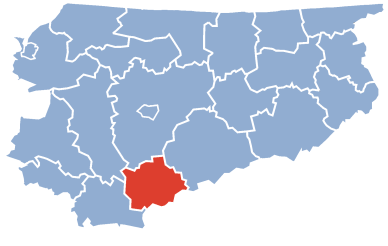
바르미아마주리주 지도에 표시된 니지차군의 위치

니지차군(폴란드어: powiat nidzicki)은 폴란드 바르미아마주리주에 위치한 군으로 군청 소재지는 니지차이며 면적은 960.7km2, 인구는 33,955명(2006년 기준), 인구 밀도는 35명/km2이다.
북쪽으로는 올슈틴군, 동쪽으로는 슈치트노군, 남동쪽으로는 마조프셰주 프샤스니시군, 남쪽으로는 마조프셰주 므와바군, 남서쪽으로는 지아우도보군, 북서쪽으로는 오스트루다군과 접한다. 4개 지방 자치체(1개 도시형 농촌, 3개 농촌)를 관할한다.

군기
군 문장